# Venhuizen

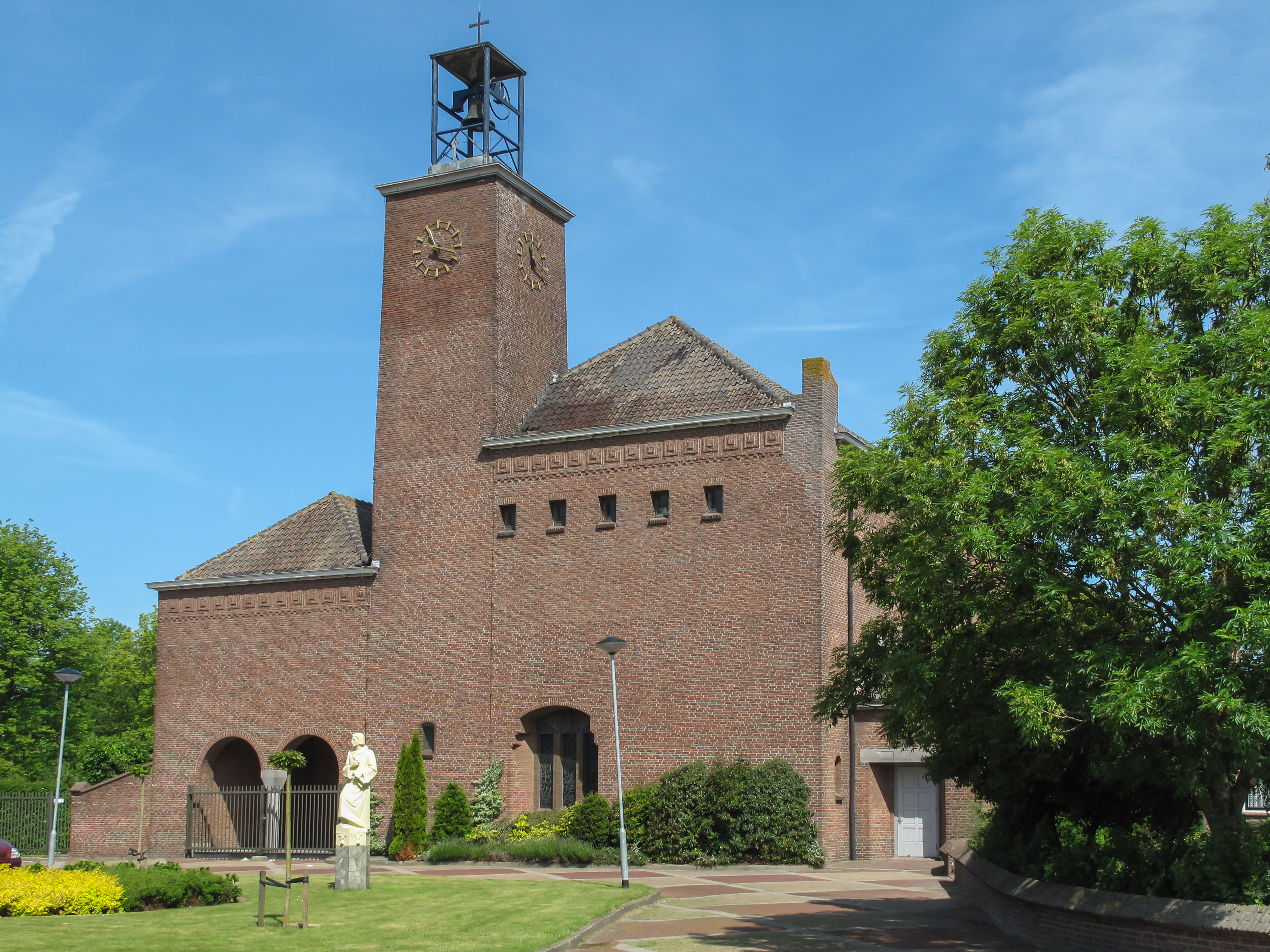
Venhuizen, Kirche: Sint Lucaskerk

Venhuizen ist ein Dorf in der Gemeinde Drechterland in der niederländischen Provinz Nordholland. Der westfriesische Ort liegt östlich der Stadt Hoorn und westlich der Stadt Enkhuizen,  unmittelbar am Markermeer. Zum Meer hin erstreckt sich entlang der Dorffläche der Zuiderdijk, ein Deich, der gleichzeitig als Autostraße dient. In Venhuizen leben 4.300 Einwohner (Stand 1. Januar 2024) auf einer Fläche von 9,88 km² (wovon 0,17 km² Wasserfläche ist). 
In dem überwiegend landwirtschaftlich geprägten Dorf gibt es vereinzelt touristische Einrichtungen wie den Zomerpark West-Frisia, eine größere Ferienhaus-Siedlung, die sich kurz vor Oosterleek direkt am Deich befindet. Es gibt zahlreiche kleine Badebuchten, kurz vor Enkhuizen eine etwas größere Bucht mit einem ca. 100 Meter langen Sandstrand. Dort und in Shellinghout befinden sich Campingplätze. 
Zu der Gemeinde gehören die Orte Hem, Oosterleek, Schellinkhout und Wijdenes.
Bürgermeister des Ortes war bis zum 1. Januar 2006 der chinesisch-surinamischstämmige Roy Ho Ten Soeng. Er war der erste nicht aus den Niederlanden stammende Bürgermeister des Landes.
Venhuizen verlor zum 1. Januar 2006 den Status einer selbständigen Gemeinde und wurde in die Gemeinde Drechterland eingegliedert.

## Persönlichkeiten
- Mathieu Boots (* 1975), Fußballspieler